# لورينز فون شتاين
لورينز فون شتاين (بالألمانية: Lorenz von Stein )‏ (و. 1815 – 1890 م) هو اقتصادي، وعالم اجتماع، وأستاذ جامعي ألماني، ولد في إكرنفورده، وكان عضوًا في الأكاديمية الروسية للعلوم، توفي عن عمر يناهز 75 عاماً.

## مناصب
تولى منصب Foreign government advisors in Meiji Japan ‏.

## التعليم
تعلم في جامعة باريس، وجامعة ينا.